# Gert Van Brabant
Pour les articles homonymes, voir Van Brabant.
Gert Van Brabant (né le 17 juillet 1968 à Diest,) est un coureur cycliste belge, actif des années 1980 à 2000.

## Biographie
En 1990, Gert Van Brabant devient champion provincial du Limbourg. Deux ans plus tard, il remporte l'épreuve Bruxelles-Zepperen ainsi que le Tour de Namur. Il gagne ensuite le Tour du Limbourg amateurs, le Mémorial Philippe Van Coningsloo et deux étapes du Tour de Belgique amateurs en 1993. 
Après ses performances, il évolue au niveau professionnel entre 1994 et 1996 au sein des équipes Vlaanderen 2002 puis RDM Vosschemie-Zetelhallen. Durant cette période, il obtient quelques victoires et diverses places d'honneur dans des kermesses belges. Il termine notamment huitième d'une édition de Kuurne-Bruxelles-Kuurne.

## Palmarès
- 1990
  - Champion du Limbourg sur route
- 1991
  - 2e du championnat du Limbourg du contre-la-montre
- 1992
  - Bruxelles-Zepperen
  - Zuidkempense Pijl
  - Tour de Namur
- 1993
  - Tour du Limbourg amateurs
  - Mémorial Philippe Van Coningsloo
  - 5e et 8e étapes du Tour de Belgique amateurs
  - 1reb étape du Tour de la province d'Anvers
  - 3e du Mémorial Fred De Bruyne
- 1994
  - 2e du Grand Prix de la ville de Vilvorde
  - 2e de l'Omloop van Duin en Polder
  - 2e du Grand Prix Lucien Van Impe
- 1995
  - Witte Donderdagprijs
- 1996
  - Puivelde Koerse